# Navicordulia nitens
Navicordulia nitens – gatunek ważki z rodziny szklarkowatych (Corduliidae). Występuje na terenie Ameryki Południowej.